# Eulophia ephippium
Eulophia ephippium är en orkidéart som först beskrevs av Heinrich Gustav Reichenbach, och fick sitt nu gällande namn av Friedhelm Reinhold Butzin. Eulophia ephippium ingår i släktet Eulophia och familjen orkidéer.
Artens utbredningsområde är Madagaskar. Inga underarter finns listade i Catalogue of Life.